# Antonio van Diemen
Pour les articles homonymes, voir Van Diemen.
 (décembre 2020).
Si vous disposez d'ouvrages ou d'articles de référence ou si vous connaissez des sites web de qualité traitant du thème abordé ici, merci de compléter l'article en donnant les références utiles à sa vérifiabilité et en les liant à la section « Notes et références ».
Antonio van Diemen (Culemborg, 1593 – Batavia, 19 avril 1645, ou Antonius, Anthony) était gouverneur général des Indes néerlandaises de 1636 à 1645. Il a donné son premier nom à la Tasmanie, à l'origine appelée « Terre de van Diemen ».

## Biographie
Antonio van Diemen naît à Culemborg, aux Pays-Bas, de Bartholomeus van Diemen et Elisabeth Hoevenaar. En 1616, il devient marchand et s'installe à Amsterdam. Il s'engage à la Compagnie néerlandaise des Indes orientales et fait voile pour Batavia (l'actuelle Jakarta), capitale des Indes orientales néerlandaises.
Remarqué par le gouverneur Jan Pieterszoon Coen, van Diemen est nommé directeur général du Commerce en 1626, et membre du Conseil des Indes. En 1630, il épouse  Maria van Aels. L'année suivante, il retourne aux Pays-Bas avec le grade d'amiral sur le Deventer. En  1632 il retourne à Batavia, et en 1635 il est nommé Gouverneur général des Indes orientales néerlandaises, avec effet au 1er janvier 1636.
Pendant neuf ans, à son poste de gouverneur général, van Diemen parvient avec succès à renforcer la colonie et le commerce pour la Compagnie néerlandaise des Indes. Il consacre l'essentiel de son énergie à accroître la puissance de la compagnie à travers l'Asie. Sous son mandat, un pouvoir néerlandais est établi à Ceylan (l'actuel Sri Lanka).
Van Diemen est plus connu pour ses efforts à encourager l'exploration des terres australes. Il nomme Frans Visscher pour planifier des expéditions. Visscher prévoit trois routes et en août 1642, van Diemen envoie Abel Janszoon Tasman à la recherche du continent sud.
En novembre 1642, Tasman atterrit sur la côte ouest de l'actuelle Tasmanie, et suit le littoral sud jusqu'à l'est de l'île. Tasman envoie un équipage à terre à Blackman Bay, sur la péninsule de Tasman, où il plante un drapeau et rencontre quelques-uns des indigènes. Croyant avoir découvert une vaste étendue de terre, Tasman la nomme « terre de van Diemen », en honneur de son mécène. Le nom reste lorsque les Britanniques s'y établissent en 1803, et  devient fortement connoté en Angleterre à cause de la dureté des bagnes à Port Arthur et Macquarie Harbour.
Le nom devient tellement connoté que lorsque l'île accède à l'autonomie en 1855, l'une des premières décisions de la nouvelle législature est de renommer l'île en « Tasmanie ». Les Tasmaniens sont nommés « Vandemoniens » jusqu'à la fin du siècle.
Antonio van Diemen meurt en avril 1645 à Jakarta (alors Batavia). La compagnie des Indes accorde une généreuse pension à sa veuve, qui se retire aux Pays-Bas. Son nom est perpétué par le point le plus à l'ouest de l'île Nord de la Nouvelle-Zélande, le cap Maria van Diemen, baptisé par Tasman en 1643, et par l'île Maria, au large de la côte est de la Tasmanie.